# Лука (Коваленко)
Митрополит Запорізький і Мелітопольський Лука (справжнє ім'я Коваленко Андрі́й В'ячесла́вович, нар. 11 липня 1971, Харцизьк Донецька область, УРСР) — архієрей РПЦвУ.

## Життєпис

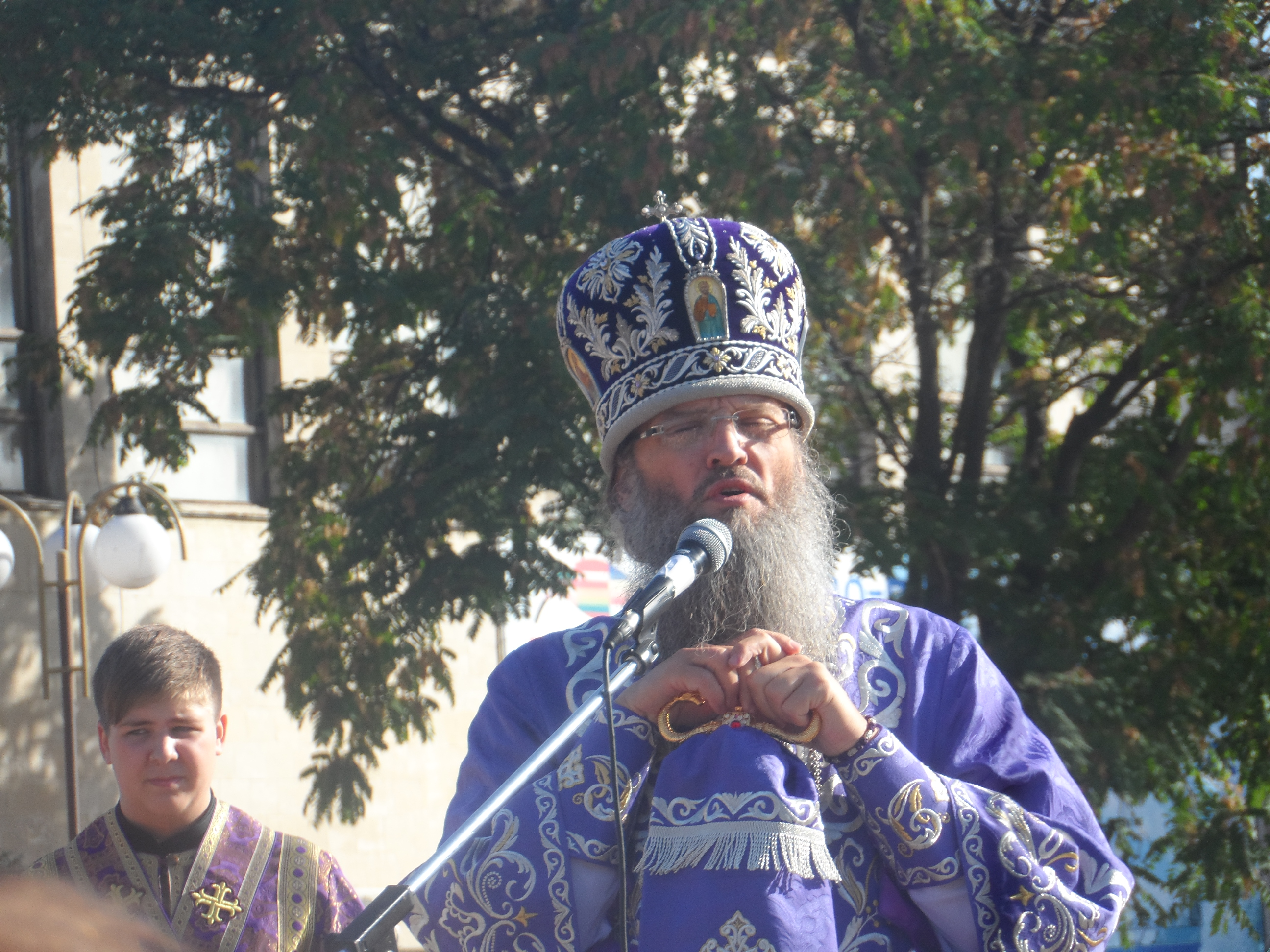
Лука на виступі, 2015

1988 року закінчив середню школу. З 1988 року працював у Центральній міській лікарні Харцизька санітаром. У 1989 році був мобілізований.
1992 року розпочав навчання у Донецькому державному медичному університеті. У 2000 році захистив магістерську дисертацію з присвоєнням вченого ступіня магістр медицини.
У березні 1998 року митрополитом Донецьким і Маріупольським Іларіоном висвячений у сан диякона.
У травні 1999 року — у сан ієрея.
З 1998 по 2002 рік заочно навчався у Київській духовній семінарії.
З 2002 року заочно навчається у Київській духовній академії.
З травня 1999 по серпень 2005 року служив у Свято-Миколаївському храмі м. Донецька.
25 грудня 2003 року у Свято-Успенському Святогірському монастирі прийняв чернецтво з іменем Лука на честь святителя Луки Кримського.
З січня 2004 по серпень 2005 року був головою Відділу по взаємодії з промисловими підприємствами і організаціями Донецької єпархії.
Під його окормлінням було зведено три храми і реконструйовано приміщення під два домових храми.
У травні 2004 року возведений у сан архімандрита.
З вересня 2005 року був кліриком Полтавської єпархії. Ніс послух заступника голови Синодального відділу релігійної освіти, місіонерства і катехізації РПЦвУ.
13 листопада 2005 року у Трапезному храмі Свято-Успенської Києво-Печерської Лаври висвячений у сан єпископа. Призначений єпископом Васильківським, вікарієм Київської Митрополії, намісником Свято-Різдва-Богородиці Глинської пустині.
Рішенням синоду РПЦвУ від 23 грудня 2010 року (журнал № 47) призначений керуючим Запорізькою єпархією з титулом «Запорізький і Мелітопольський».
Рішенням синоду РПЦвУ від 15 березня 2013 року (єурнал № 34), був призначений головою Синодального відділу у справах пастирської опіки козацтва та духовно-фізичного виховання молоді.
30 червня 2015 р. атестаційною колегією Міністерства освіти і науки України присвоєно звання кандидата медичних наук зі спеціальності 14.02.03 за роботу «Медико-соціальне обґрунтування моделі інформаційно-освітнього забезпечення профілактики хвороб системи кровообігу», захист якої відбувся 31 березня в Харківському національному медичному університеті.
У грудні 2022 року проти нього та шести інших діячів РПЦвУ було запроваджено персональні санкції терміном на 5 років.

## Скандали
5 січня 2018 р. Лука підтримав відмову відспівування в церкві УПЦ МП трагічно загиблого малюка, хрещеного в церкві УПЦ КП. За його словами, хрещення людей священиками УПЦ КП не є хрещенням, тому священики УПЦ МП, зокрема Євген Молчанов, начебто не могли відспівувати дитину.
Засудив надання Православній церкві України Томосу, порівнявши дії влади України з діями Гітлера, Сталіна та інших диктаторів.
10 червня 2019 брав участь у з'їзді проросійської опозиції, що проводився у Києві під егідою партії «Опозиційний блок» перед парламентськими виборами 21 липня. У з'їзді також брав участь голова намісник Києво-Печерської лаври Павло Лебідь.
30 листопада 2019 в Запоріжжі було заарештовано Євгенія Кугатова, помічника Коваленка. Чоловік у відділенні Нової пошти отримував посилку з великою кількістю амфетаміну та метиламіну, надіслану з Черкас.
28 квітня 2021 у звинуватив УГКЦ у розпалюванні війни на Донбасі, назвавши католицизм "релігією ненависті та кровопролиття".
6 травня 2021 написав, що США хочуть повторити шлях Гітлера, тому нібито: окупували Україну, взяли українців в рабство, посварили українців з Росією і змусили воювати проти неї, почали винищувати українців випробуваннями на українцях біологічної зброї і насаджувати «нетрадиційні цінності»; також митрополит Лука висловив упевненість, що США хочуть вивезти «вкрадені в українців» чорноземи і природні ресурси, а також хочуть, щоб голова ПЦУ Епіфаній (митрополит Київський) зігував перед американцями по-нацистськи.
19 липня 2021 похвалив та назвав другом князя Андрія Боголюбського, який 1169 року взяв штурмом та за 2 дні розграбував і руйнував Київ, вкравши цінну реліквію-ікону, що досі знаходиться в Росії.
2021 року коваленко поширював фейк про "біологічну зброю", яку нібито американці випробовують в Україні. Виправдовував російські удари по Україні.
15 березня 2022 року заявив, що українці заслужили російські бомбардування, оскільки вони терплять гей-паради в Києві і тому українці проти Бога і заслуговують на участь Содома та Гоморри.

## Розслідування

### Розпалюванні релігійної ненависті
Підозрюється у розпілюванні релігійної ненависті. За даними слідства, під час літургій висловлював зневагу до вірян інших конфесій, публікував у Telegram-каналі провокативні дописи. Експертиза підтвердила підривну діяльність Коваленка проти безпеки України.
1 травня 2024 року СБУ провели у Коваленка обшуки. 7 травня Солом’янський суд Києва його під нічний домашній арешт на два місяці.

## Санкції
12 грудня 2022 року, на тлі вторгнення Росії в Україну, внесений до списку санкцій України проти ієрархів РПЦвУ «за пособництво і виправдання російської агресії проти України, а також просування ідей „русского мира“ в країні». Санкції передбачають заморожування активів, заборону на ведення комерційної діяльності строком на п'ять років. За даними СБУ, фігуранти санкційного списку погодилися на співпрацю з окупаційною російською владою, просувають проросійські наративи, виправдовують військову агресію Росії в Україні.